# Tiberio Giulio Coti I
Tiberio Giulio Coti (in greco antico: Τιβέριος Ἰούλιος Κότυς?, Tibérios Iúlios Kótys; fl. I secolo), chiamato nella storiografia moderna Coti I del Bosforo, è stato un sovrano bosforano, re del Bosforo Cimmerio dal 45 al 62 o 68.

## Biografia

### Origini familiari
Cotys era figlio dei sovrani del Bosforo Cimmerio Tiberio Giulio Aspurgo e Gepepiride. Il padre era un capo sarmata mentre la madre era una nobildonna trace. Dal precedente matrimonio del padre con Dinamide, figlia di Farnace II del Ponto e nipote di Mitridate VI il Grande, Coti aveva un fratellastro maggiore, Mitridate II.

### Regno (45-62/68)
Dal 41 Mitridate, fratellastro di Coti, era stato riconosciuto dai romani come legittimo re del Bosforo. Nel 44, tuttavia, Mitridate iniziò una politica di separazione dal controllo di Roma; Coti venne così inviato nel 45 dall'imperatore Claudio, per cercare di nascondere i piani del fratello, ma invece disse tutto ai romani e venne per questo ricompensato con il regno. Mitridate cercò di riconquistare i suoi territori nel 49 con l'appoggio dei sarmati, ma fu sconfitto dagli eserciti del Bosforo, di Roma, guidato da Aulo Didio Gallo, e degli Aorsi, di Eunone.
Coti regnò quindi mantenendo stretti rapporti con l'impero romano fino al 62, quando Nerone annesse il territorio del Bosforo alla provincia romana di Mesia, ma potrebbe anche essere che Coti rimase formalmente come re. Comunque, alla morte di Nerone nel 68, il regno del Bosforo passò nelle mani di Rescuporide I, figlio di Coti e di Eunice.